# ادوارد کونزه
ادوارد کونزه (انگلیسی: Edward Conze; ۱۸ مارس ۱۹۰۴ – ۲۴ سپتامبر ۱۹۷۹) نویسنده، و مترجم اهل بریتانیا بود. در درجه اول به خاطر تفسیرها و ترجمه هایش از ادبیات فراسوی فرزانگی شهرت دارد.